# Dammsteg
Der Dammsteg ist eine Brücke für Fussgänger und Velofahrer in Zürich, die das Gewerbeschulquartier mit Wipkingen verbindet. Sie überquert ungefähr zwanzig Meter unterhalb des Wipkinger Viadukts die Limmat. Der Steg ist eine Fortsetzung der Wipkinger Dammstrasse, deren Namen sich auf den Bahndamm der Strecke Zürich–Wipkingen–Oerlikon bezieht.

## Geschichte
Im Frühjahr 1899 verlangte der Quartierverein Wipkingen einen Steg an einer Stelle ungefähr auf halbem Weg zwischen dem Lettensteg und der Wipkingerbrücke. Der Stadtrat nahm den Wunsch entgegen, gab aber anderen Bauvorhaben bei der Umsetzung höhere Priorität. Die Wipkinger gaben sich mit der Antwort des Stadtrates nicht zufrieden und verlangten über eine Motion den Bau des Stegs mit dem Hinweis, dass es zwischen der Wipkingerbrücke und der Bahnhofbrücke keine Möglichkeit geben würde, die Limmat mit Hand- oder Kinderwagen zu überqueren. Die Stadt löste das Problem, in dem sie auf der Industriequartier-Seite des Lettenstegs Rampen anbringen liess, womit aus ihrer Sicht weiterhin kein neuer Steg näher bei Wipkingen nötig wurde.

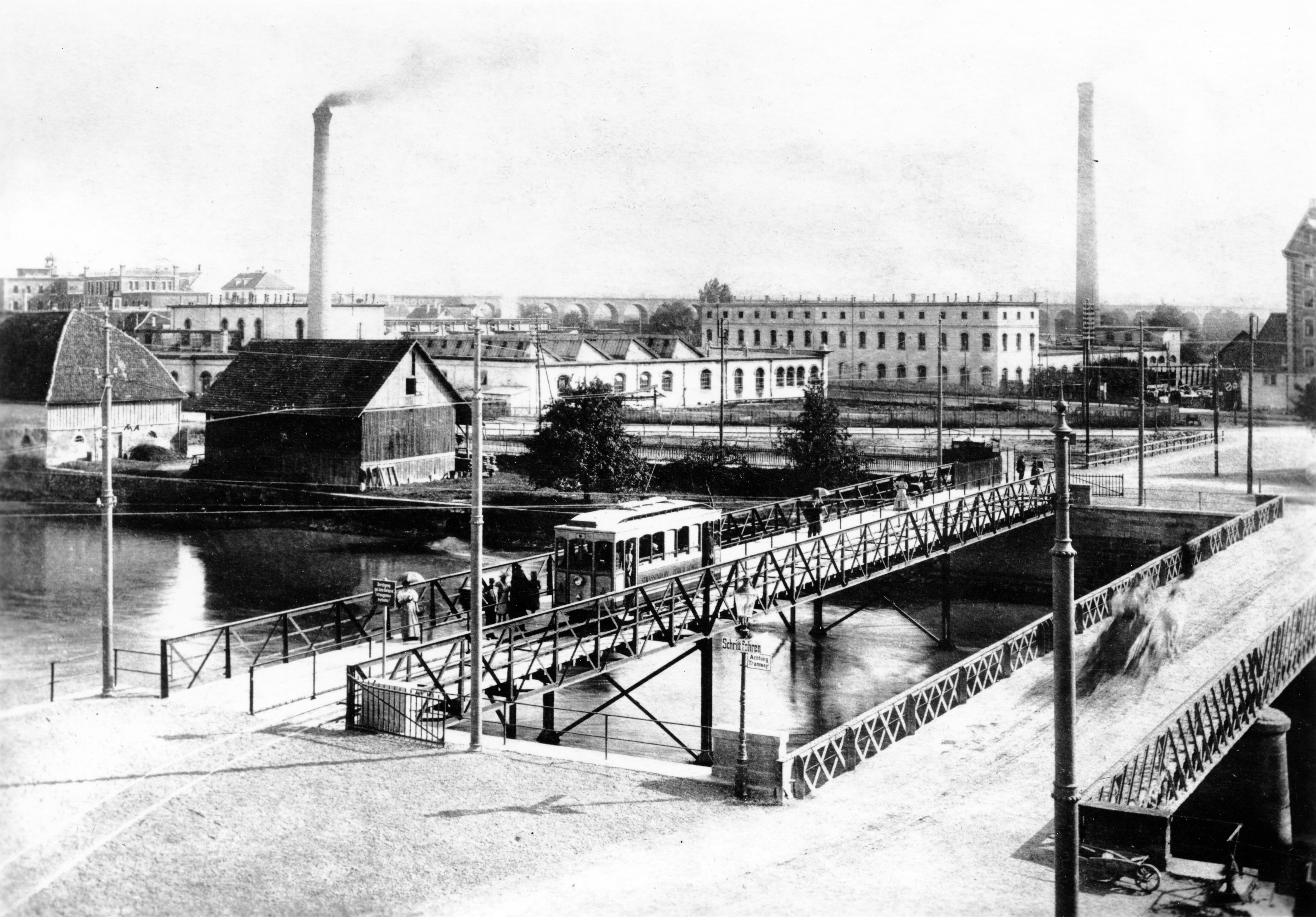
Alte Wipkingerbrücke mit dem Tramsteg

1901 folgte die Idee des Quartiervereins Wipkingen, den nach dem Bau der neuen Wipkingerbrücke nicht mehr benötigte Steg der Strassenbahn Zürich–Höngg zu übernehmen und als Fussgängersteg am neuen Ort weiterzunutzen. Eine Untersuchung der Stadt zeigte aber, dass der alte Tramsteg für den Einsatz an der neuen Stelle zu kurz gewesen wäre. Die Verlängerung des Stegs zusammen mit dessen Umsetzung an den neuen Ort wäre der Stadt teurer zu stehen gekommen als der Neubau des Stegs für 24 500 SFr., nicht zuletzt, weil der alte Tramsteg für den geplanten breiter was als nötig und massivere Pfeiler in der Limmat benötigt hätte. Die Stadt plante deshalb einen neuen Steg zu bauen, verschob aber die Vergabe des Auftrags abermals. Mit dem Ausbruch des Ersten Weltkriegs versiegte die Bautätigkeit in der Stadt, sodass Notstandsarbeiten vergeben wurden, um das Baugewerbe zu stützen. Unter den auszuführenden Projekten war auch der Dammsteg, der aber trotzdem nicht ausgeführt wurde, weil wegen des Krieges die Eisenpreise so anstiegen waren, dass die Gestehungskosten für den Stegs mit 150 000 SFr. für die Stadt zu hoch gewesen wären. Der Steg wurde erst 1926 erbaut, wobei sich die Kosten auf 80 000 SFr. beliefen.

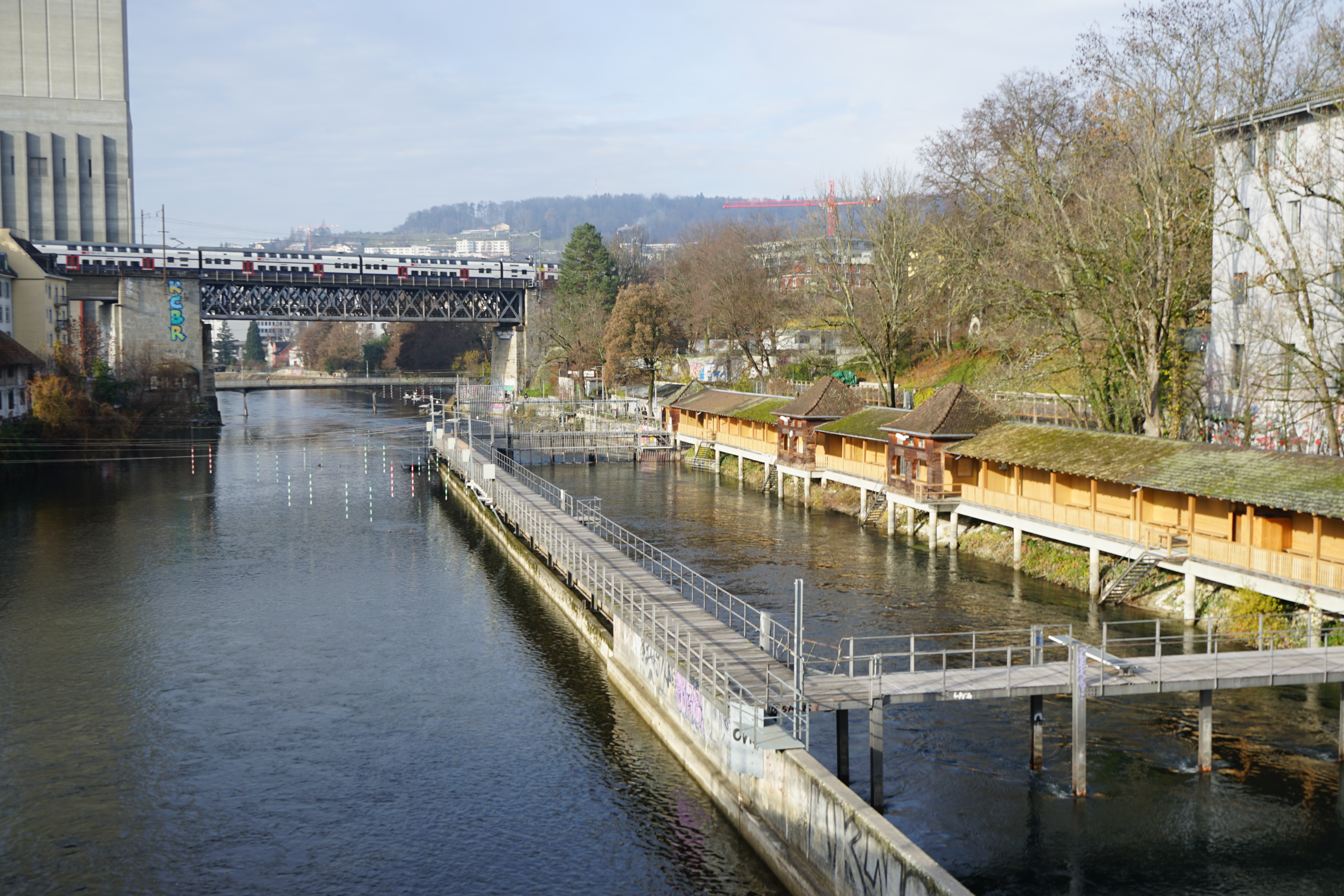
Limmat mit Badeanstalt Unterer Letten sowie Aussersihler Viadukt und dem darunter verlaufenden Dammsteg

Die Gemeinnützige Gesellschaft Wipkingen schlug für den Steg den Namen Bernhard-Vollenweider-Steg vor. Er hätte einen der vehementesten Verfechter des Steges geehrt. Dieser konnte aber die Eröffnung des Steges nicht mehr miterleben, weil er ein Jahr zuvor verstorben war. Die Stadt wählte aber für den neuen Steg die Bezeichnung Dammsteg und benannte die früher als Gerstenstrasse bezeichnete Verbindung von der Limmatstrasse entlang des Bahndamms in Richtung Limmat nicht mehr Gerstenstrasse, sondern Dammweg. Die Bezeichnung Gerstenstrasse wurde für eine Strasse weiter westlich verwendet. Sie wurde ursprünglich wegen der an die Strasse angrenzenden Löwenbrauerei gewählt.